# Apensen
Apensen (dolnoniem. Obbens) – gmina w północnych Niemczech, w kraju związkowym Dolna Saksonia, na północny zachód od Hamburga, w powiecie Stade. Siedziba gminy zbiorowej Apensen. Liczy ok. 3,2 tys. mieszkańców.
Apensen należał niegdyś do arcybiskupstwa w Bremie.

## Miasta partnerskie
Apensen współpracuje z pięcioma miejscowościami na zasadzie partnerstwa miast:
- Kolbuszowa
- Ploërmel
- Dittmannsdorf(inne języki)
- Witzschdorf(inne języki)
- Cobh